# 背诵
背诵（英語：Recitation）就是凭借记忆念出读过的文字内容。

## 名人与背诵
苏步青小学的时候，每天背诵《左传》、《唐诗三百首》，小学毕业时，这2部书已经可以背熟，进入初中，老师看到他写的作文《读<曹刿论战>》，不相信这是他写的，于是叫他背诵《子产不毁乡校》，苏步青一口气背完，对老师说：“整部《左传》我都能背出来”。
4岁时，谢冰莹就已经识字了，识字2个月之后，她就能背出清朝诗人袁枚全部女弟子的诗作。
洪业，曾背诵唐朝诗人杜甫的一千四百多首诗和三十多篇文章，后来，他在美国写《杜甫传》，写出杜甫的诗作，都是凭借记忆。
严北溟5岁进入私塾读书，《三字经》、《千字文》读过几遍之后就能背诵，后来他背诵的唐诗宋词达到三千多首。

## 背誦的功能
- 有學者認為，背誦並不等同於忽略理解，相反背誦能幫助學生在短時間內掌握新的複雜技能，以及能引領學生發展高階思維。[3]